# Callancyla atrocoerulea
Callancyla atrocoerulea là một loài bọ cánh cứng trong họ Cerambycidae.